# Pimen (Chmielewski)
Pimen, imię świeckie Dmitrij Jewgieniewicz Chmielewski (ur. 26 września 1923 w Smoleńsku, zm. 8 grudnia 1993 w Saratowie) – rosyjski biskup prawosławny. 

## Życiorys
Był synem prawnika, Jewgienija Chmielewskiego oraz szlachcianki Marii Lwowej. Wychowywał się w głęboko religijnej rodzinie. W Smoleńsku ukończył szkołę średnią. W czasie II wojny światowej jego rodzice zmarli wskutek głodu i chorób. W 1943 wstąpił jako posłusznik do Monasteru Żyrowickiego, gdzie złożył wieczyste śluby mnisze przed jego przełożonym, ihumenem Bogolepem. W 1945 rozpoczął naukę w seminarium duchownym w Mińsku, które cztery lata później ukończył z wyróżnieniem. W 1949 został wyświęcony na hieromnicha i podjął studia w Moskiewskiej Akademii Duchownej. Po uzyskaniu dyplomu w 1953 z tytułem kandydata nauk teologicznych został wykładowcą katechizmu w Akademii. 
W 1955 otrzymał godność ihumena i został skierowany do Jerozolimy jako zastępca kierownika rosyjskiej misji prawosławnej, a następnie jej kierownik. Został wówczas archimandrytą. W 1957 zakończył pełnienie funkcji w Izraelu i wrócił do Ławry Troicko-Siergijewskiej, której przełożonym został. W 1958 otrzymał tytuł naukowy docenta. Wykładał w Akademii teologię pastoralną, a następnie logikę. Angażował się również w renowację i remonty zabytkowych świątyń ławry. 
10 stycznia 1965 przyjął chirotonię na biskupa saratowskiego i wolskiego. W charakterze konsekratorów w ceremonii wzięli udział Aleksy I, patriarcha Moskwy i całej Rusi, metropolita kruticki i kołomieński Pimen oraz biskup wołokołamski i juriewski Pitirim. W 1977 otrzymał godność arcybiskupią. W 1989 z jego inicjatywy w Wołgogradzie otwarto pierwszą w ZSRR szkołę śpiewu cerkiewnego. Przyczynił się również do otwarcia na terytorium eparchii ponad 70 nowych cerkwi. 
Zmarł w 1993 w Saratowie i został pochowany w tamtejszym soborze Trójcy Świętej. 